# Nicolau Damascè
Nicolau Damascè (en llatí: Nicolaus Damascenus; en grec antic: Νικόλαος Δαμασκηνός) fou un historiador multidisciplinari i filòsof grec sirià de la segona meitat del segle i aC, amic d'Herodes el Gran i d'August.

## Biografia
Va néixer a Damasc com indica el seu nom, fill d'Antípatre i d'Estratonice, un matrimoni que es distingia pel seu bon caràcter i la seva riquesa. El seu pare va ser molt bon orador, investit amb diverses magistratures i enviat per la seva ciutat com a ambaixador. Nicolau i el seu germà Ptolemeu van rebre una excel·lent educació. Nicolau va destacar aviat i va compondre tragèdies i comèdies, des de molt jove, que van ser ben considerades. Després es va dedicar a la retòrica, a la música, a les matemàtiques i a la filosofia d'Aristòtil. Herodes va estudiar filosofia amb ell, cosa que va enfortir la seva amistat.
L'any 14 aC va demanar a Herodes d'intervenir davant de Marc Vipsani Agripa, llavors considerat hereu d'August, en defensa dels ciutadans d'Ílion que havien estat castigats per alguna raó relacionada amb la Júlia, filla d'August i dona d'Agripa. Després d'això, Herodes, per indicació de Nicolau, va influir en els jueus de Jònia, que sempre s'havien mostrat oposats a l'imperi.
En una conversa amb Herodes, Nicolau una vegada va dirigir la seva atenció sobre els avantatges que un príncep podia obtenir de la història, i el rei, convençut de la veritat de l'observació, va demanar a Nicolau que escrigués una història. Nicolau va complir la petició i va compilar l'obra coneguda més voluminosa sobre la història universal, que segons ell, la feina de la seva elaboració va superar fins i tot el més dur dels treballs d'Hèracles. L'any 13 aC quan Herodes va fer una visita a August va portar amb ell a Nicolau, que va regalar a l'emperador els millors fruits de la palmera que el sobirà va anomenar Nicolai, nom amb què es va conèixer fins a l'edat mitjana. Alguns escriptors diuen que li va donar pastissos (πλακοῦντες) però és evident que es un error. D'aquest fet en parlen Plini el Vell, la Suda, Ateneu de Naucratis i Isidor de Sevilla.
August i Herodes es van enemistar després, a causa dels èxits diplomàtics i bèl·lics d'Herodes sobre alguns caps àrabs i com que l'emperador es negava a rebre cap ambaixador, el jueu, que sabia de la influència que tenia amb August, va enviar a Nicolau per restablir la seva amistat. Nicolau va aconseguir amb la seva habilitat provocar la ira d'August contra els àrabs i va portar la reconciliació entre els dos antics amics. Quan Aristobul i Alexandre van ser sospitosos de complotar contra el seu pare, Nicolau va aconsellar-li moderació però no va poder evitar que els dos fills d'Herodes fossin executats, i Nicolau es va degradar després intentant justificar l'acció cruel d'Herodes. A la mort d'Herodes va afavorir l'accés al tron d'Arquelau, però després d'això ja no torna a ser esmentat.
Plutarc descriu Nicolau com un home alt i esvelt de cara vermella. En la seva vida privada, i també en la pública, era una persona amable, justa i liberal, encara que massa parcial cap a Herodes, menyspreant la grandesa de Roma, diu l'historiador.

## Obra
Els escrits de Nicolau eren en part poètics i en part històrics i filosòfics. Pel que fa a les seves tragèdies només es coneix el títol d'una: Σωσανίς o Σωσάννης (Susanna), segons Eustaci d'Epifania, però no se'n coneixen fragments. Estobeu va conservar un fragment de 44 línies d'una de les seves comèdies, on es pot veure el seu talent poètic.
Les obres més importants són les de caràcter històric. La primera és una autobiografia, per la que se saben detalls de la seva vida. La més famosa i extensa va ser una història universal en 144 llibres, segons Ateneu. La Suda diu que només en tenia 80, però el llibre 124 és citat per Flavi Josep. El nom de ἱστορία καθολική que esmenta la Suda no apareix en cap altre lloc. Pel que es pot deduir dels fragments existents, era una història sobre països asiàtics. Foci parla d'una obra titulada Ἀσσυριακαὶ ἱστορίαι, que no se sap si era una part de la història universal o un llibre d'ella. Aquesta Història universal, elaborada per una petició d'Herodes, sembla que era una compilació precipitada i poc crítica on va incorporar tota la informació que va trobar d'historiadors anteriors.
També va escriure una Vida d'August, que es va perdre, però en queden uns fragments a la recopilació ordenada per Constantí Porfirogènit. D'aquests fragments es pot conferir que més que una biografia era una hagiografia, un elogi constant a l'emperador. Alguns autors han pensat que aquesta biografia formava part de la Història universal, però no es pot demostrar.
S'ha considerat que podria haver escrit una biografia d'Herodes, encara que ningú no la menciona, però la manera que Flavi Josep va parlar sobre com Nicolau tractava a Herodes, com va defensar les seves crueltats o com callava si no les podia defensar, ha fet pensar en l'existència d'aquesta obra.
Segons Foci, també va escriure Ἠθῶν παραδόξων συναγωγή, una col·lecció de costums singulars de diversos pobles de la terra. Aquesta obra la va dedicar a Herodes, i Estobeu n'ha conservat diversos passatges. També s'ha considerat la possibilitat que formés part de la Història universal.